# Kenji Akabane
Kenji Akabane (赤羽根 健治?, Akabane Kenji; Prefettura di Chiba, 31 ottobre 1984) è un doppiatore giapponese.
Il suo primo ruolo principale è stato nei panni di Koji Kabuto in Mazinger Edition Z: The Impact!, e ha successivamente doppiato il "Producer" nell'adattamento anime di The Idolmaster. Nel 2014 ha doppiato Sirio il Dragone nel film I Cavalieri dello zodiaco - La leggenda del Grande Tempio, un ruolo che ha descritto come "cool" e "serio". Altri suoi ruoli da protagonista comprendono Arashi Mikami in Triage X, Kizuna Hida in Hybrid x Heart Magias Academy Ataraxia e Shinichi Sakurai in Uzaki-chan Wants to Hang Out!.

## Filmografia

### Anime
2009
- Eden of the East – AKX20000
- Mazinger Edition Z: The Impact! – Koji Kabuto[5]
- Taishō Baseball Girls – Izawa

2011
- Bakugan: Gundalian Invaders – Koji Beetle
- The Idolmaster – Producer

2012
- Brave 10 – Niko
- Magi: The Labyrinth of Magic – M Nando
- Senki Zesshō Symphogear – Sakuya Fujitaka
- Sword Art Online – Tetsuo

2013
- Cardfight!! Vanguard – Kenji Mitsusada
- Meganebu! – Akira Souma[6]
- Senki Zesshō Symphogear G – Sakuya Fujitaka
- Star Blazers 2199 – Yasuo Nanbu[7]

2014
- Atelier Escha & Logy: Alchemists of the Dusk Sky – Awin Sidelet[8]
- Terra Formars – Ivan Perepelkin[9]

2015
- Anti-Magic Academy: The 35th Test Platoon – Kyouya Kirigaya
- Chaos Dragon – Fugaku[10]
- Punch Line – Ryuuto Teraoka
- Senki Zesshō Symphogear GX – Sakuya Fujitaka
- Triage X – Arashi Mikami[11]

2016
- Hybrid x Heart Magias Academy Ataraxia – Kizuna Hida[12]
- Sansha sanyō – Mitsugu Yamaji[13]
- Bloodivores – Mi Liu[14]

2017
- Kado: The Right Answer – Shūhei Asano[15]
- Senki Zesshō Symphogear AXZ – Sakuya Fujitaka
- My First Girlfriend Is a Gal – Keigo Ishida[16]
- Chronos Ruler – Blaze[17]
- Ikemen Sengoku: Toki o Kakeru ga Koi wa Hajimaranai – Sarutobi Sasuke[18]
- King's Game The Animation – Hideki Toyoda[19]

2019
- Senki Zesshō Symphogear XV – Sakuya Fujitaka

2020
- Sakura Wars: The Animation – Valery Kaminski[20]
- Uzaki-chan Wants to Hang Out! – Shinichi Sakurai[21]
- Yatogame-chan Kansatsu Nikki 2 Satsume – Teppei[22]
- Boruto: Naruto Next Generations – Yoruga

2021
- World Trigger Season 2 – Rokurō Wakamura[23]
- Yatogame-chan Kansatsu Nikki 3 Satsume – Teppei
- Sekai Saikō no Ansatsusha, Isekai Kizoku ni Tensei suru – Lugh[24]
- Komi Can't Communicate – Shigeo Chiarai[25]

2022
- Kono Hīrā, Mendokusai – Orc[26]
- Uzaki-chan Wants to Hang Out! ω – Shinichi Sakurai[27]
- Fuuto PI – Kenji Akabane[28]

### Film
- Saint Seiya: Legend of Sanctuary (2014) – Sirio il dragone[29]
- Cencoroll Connect (2019) – Gotōda[30]
- Toku Touken Ranbu: Hanamaru ~Setsugetsuka~ (2022) – Minamoto Kiyomaro[31]

### OAV
- Valkyria Chronicles III (2011)

### Videogiochi
- Super Robot Wars Z2: Destruction Chapter (2011) – Koji Kabuto
- Unchained Blades (2011) – Níðhöggr
- Super Robot Wars Z2: Rebirth Chapter (2012) – Koji Kabuto
- Fist of the North Star: Ken's Rage 2 (2012) – Fuorilegge
- Atelier Escha & Logy: Alchemists of the Dusk Sky (2013) – Awin Sidelet
- JoJo's Bizarre Adventure: All Star Battle (2013) – Guido Mista
- Super Robot Wars Z3: Hell Chapter (2014) – Koji Kabuto
- Freedom Wars (2014) – Julien Sadat #e
- Super Robot Wars Z3: Destruction Chapter (2015) – Koji Kabuto
- JoJo's Bizarre Adventure: Eyes of Heaven (2015) – Guido Mista
- Yume Oukoku to Nemureru no 100 nin no ouji-sama (2015) – Lid
- Fate/Grand Order (2015) – Kadoc Zemlupus, Saber/Watanabe no Tsuna
- Super Robot Wars V (2017) – Koji Kabuto, Yasuo Nanbu
- Ikémen Sengoku (2017) – Sarutobi Sasuke
- Super Robot Wars X (2018) – Koji Kabuto
- Dragon Ball Legends (2018) – Shallot
- Caligula Overdose (2018) – Biwasaka Eiji
- Café Enchanté (2019) – Misyr Rex
- World's End Club (2020) – Aniki
- Super Robot Wars 30 (2021) – Reynold Hardin, Asahi Inui
- Live A Live (Remake) (2022) – Akira Tadokoro
- Trinity Trigger (2022) – Ahter
- Eiyuden Chronicle: Hundred Heroes (2024) - Seign Kesling

### Tokusatsu
2009
- Kamen Rider × Kamen Rider W & Decade: Movie War 2010 – Skyrider, Kamen Rider Faiz

2018
- Uchu Sentai Kyuranger vs. Space Squad – Touma Amaki/Jiraiya
- Mashin Sentai Kiramager – voce di Mashin Mach (2020-2021)

### Film stranieri
- 2:37 – Theo (Xavier Samuel)
- Easy A – "Woodchuck" Todd (Penn Badgley))[32]